# 163. vestlige længdekreds
Den 163. vestlige længdekreds (eller 163 grader vestlig længde) er en længdekreds, der ligger 163 grader vest for nulmeridianen. Den løber gennem Ishavet, Nordamerika, Stillehavet, det Sydlige Ishav og Antarktis.